# Hurlach
Hurlach település Németországban, azon belül Bajorországban. Lakosainak száma 2049 fő (2023. december 31.).

## Népesség
A település népessége az elmúlt években az alábbi módon változott:
| Lakosok száma | 417  | 1016 | 978  | 1075 | 1676 | 1715 | 1834 | 1809 | 2008 | 2049 |
|               | 1875 | 1950 | 1975 | 1987 | 2012 | 2014 | 2016 | 2017 | 2021 | 2023 |